# Список университетов и колледжей Хэнаня
Ниже приведен список университетов и колледжей провинции Хэнань (Китай).

## Обозначения
В статье используются следующие обозначения:
- Национальный: учебное заведение, управляемое одним из национальных министерств.
- Провинциальный: учебное заведение, управляемое властями провинции.
- Частный: частное учебное заведение.
- Независимый: независимое учебное заведение.
- Ω (национальные ключевые университеты[англ.]): университеты имеющие высокий уровень поддержки со стороны центрального правительства КНР.

## Университеты
| Название                                                           | Китайское название   | Год  | Тип            | Город            | Ссылка                       | Примечания |
| ------------------------------------------------------------------ | -------------------- | ---- | -------------- | ---------------- | ---------------------------- | --- |
| Чжэнчжоуский университет                                           | 郑州大学             | 1956 | Провинциальный | Чжэнчжоу         | http://www.zzu.edu.cn        | Ω (недоступная ссылка) Участник «Проекта 211». Крупнейший университет Китая по количеству студентов (72 600 студентов) |
| Хэнаньский университет                                             | 河南大学             | 1912 | Провинциальный | Кайфын Чжэнчжоу  | https://www.henu.edu.cn/     | Ω (недоступная ссылка) Участник «Плана 111»                                                                            |
| Хэнаньский педагогический университет                              | 河南师范大学         | 1923 | Провинциальный | Синьсян          | https://www.henannu.edu.cn/  | Ω (недоступная ссылка)                                                                                                 |
| Хэнаньский сельскохозяйственный университет                        | 河南农业大学         | 1912 | Провинциальный | Чжэнчжоу         | http://www.henau.edu.cn/     | Ω |
| Хэнаньский политехнический университет                             | 河南理工大学         | 1909 | Провинциальный | Цзяоцзо          | http://www.hpu.edu.cn/       | Совместно с Государственным управлением по безопасности труда                                                          |
| Хэнаньский научно-технологический университет                      | 河南科技大学         | 1952 | Провинциальный | Лоян             | http://www.haust.edu.cn/     | Участник (недоступная ссылка) проекта по развитию университетов Центрального и Западного Китая                         |
| Хэнаньский технологический университет                             | 河南工业大学         | 1956 | Провинциальный | Чжэнчжоу         | http://www.haut.edu.cn/      | (недоступная ссылка)                                                                                                   |
| Северо-Китайский университет водного хозяйства и электроэнергетики | 华北水利水电大学     | 1951 | Провинциальный | Чжэнчжоу         | http://www.ncwu.edu.cn/      | Совместно с Министерством водного хозяйства КНР                                                                        |
| Хэнаньский университет экономики и права                           | 河南财经政法大学     | 1983 | Провинциальный | Чжэнчжоу         | http://www.huel.edu.cn/      | (недоступная ссылка)                                                                                                   |
| Чжэнчжоуский университет лёгкой промышленности                     | 郑州轻工业学院       | 1977 | Провинциальный | Чжэнчжоу         | http://www.zzuli.edu.cn/     | |
| Чжунъюаньский технологический университет                          | 中原工学院           | 1955 | Провинциальный | Чжэнчжоу         | http://www.zzti.edu.cn/      | |
| Синьсянский медицинский университет                                | 新乡医学院           | 1922 | Провинциальный | Синьсян          | http://www.xxmu.edu.cn/      | (недоступная ссылка)                                                                                                   |
| Хэнаньский университет традиционной китайской медицины             | 河南中医药大学       | 1958 | Провинциальный | Чжэнчжоу         | http://www.hactcm.edu.cn/    | (недоступная ссылка)                                                                                                   |
| Хэнаньский научно-технологический институт                         | 河南科技学院         | 1949 | Провинциальный | Синьсян          | http://www.hist.edu.cn/      | (недоступная ссылка)                                                                                                   |
| Синьянский педагогический университет                              | 信阳师范学院         | 1975 | Провинциальный | Синьян           | http://www.xytc.edu.cn/      | (недоступная ссылка)                                                                                                   |
| Наньянский педагогический университет                              | 南阳师范学院         | 1907 | Провинциальный | Наньян           | http://www.nynu.edu.cn/      | (недоступная ссылка)                                                                                                   |
| Аньянский педагогический университет                               | 安阳师范学院         | 1908 | Провинциальный | Аньян            | http://www.aynu.edu.cn/      | |
| Лоянский педагогический университет                                | 洛阳师范学院         | 1916 | Провинциальный | Лоян             | http://www.lynu.edu.cn/      | (недоступная ссылка)                                                                                                   |
| Шанцюский педагогический университет                               | 商丘师范学院         | 1905 | Провинциальный | Шанцю            | https://www.sqnu.edu.cn/     | (недоступная ссылка)                                                                                                   |
| Чжоукоуский педагогический университет                             | 周口师范学院         | 1973 | Провинциальный | Чжоукоу          | http://www.zknu.edu.cn/      | |
| Чжэнчжоуский педагогический университет                            | 郑州师范学院         | 1952 | Провинциальный | Чжэнчжоу         | http://www.zztc.edu.cn/      | (недоступная ссылка)                                                                                                   |
| Чжэнчжоуский университет аэронавтики                               | 郑州航空工业管理学院 | 1949 | Провинциальный | Чжэнчжоу         | http://www.zzia.edu.cn/      | (недоступная ссылка)                                                                                                   |
| Аньянский технологический университет                              | 安阳工学院           | 1983 | Национальный   | Аньян            | http://www.ayit.edu.cn       | (недоступная ссылка)                                                                                                   |
| Наньянский технологический институт                                | 南阳理工学院         | 1987 | Провинциальный | Наньян           | http://www.nyist.edu.cn      | |
| Лоянский научно-технологический институт                           | 洛阳理工学院         | 1956 | Провинциальный | Лоян             | http://www.lit.edu.cn/       | |
| Хэнаньский инженерный институт                                     | 河南工程学院         | 2007 | Провинциальный | Чжэнчжоу         | http://www.haue.edu.cn/      | (недоступная ссылка)                                                                                                   |
| Хэнаньский университет городского строительства                    | 河南城建学院         | 1983 | Провинциальный | Пиндиншань       | http://www.hncj.edu.cn/      | |
| Хэнаньский полицейский колледж                                     | 河南警察学院         | 1949 | Провинциальный | Чжэнчжоу         | http://www.hnp.edu.cn/       | Департамент (недоступная ссылка) общественной безопасности провинции Хэнань                                            |
| Сюйчанский университет                                             | 许昌学院             | 2002 | Провинциальный | Сюйчан           | http://www.xcu.edu.cn/       | (недоступная ссылка)                                                                                                   |
| Университет Хуанхуай                                               | 黄淮学院             | 1972 | Провинциальный | Чжумадянь        | http://www.huanghuai.edu.cn/ | (недоступная ссылка)                                                                                                   |
| Пиндиншаньский университет                                         | 平顶山学院           | 1977 | Провинциальный | Пиндиншань       | http://www.pdsu.edu.cn/      | (недоступная ссылка)                                                                                                   |
| Синьсянский университет                                            | 新乡学院             | 2007 | Провинциальный | Синьсян          | http://www.xxu.edu.cn/       | (недоступная ссылка)                                                                                                   |
| Научно-технологический университет Хуанхэ                          | 黄河科技学院         | 1984 | Провинциальный | Чжэнчжоу         | http://www.hhstu.edu.cn/     | (недоступная ссылка)                                                                                                   |
| Транспортный университет Хуанхэ                                    | 黄河交通学院         | 1995 | Провинциальный | Чжэнчжоу         | http://www.zjtu.edu.cn/      | |
| Чжэнчжоуский научно-технологический университет                    | 郑州科技学院         | 1988 | Частный        | Чжэнчжоу         | http://www.zit.edu.cn/       | |
| Чжэнчжоуский финансово-экономический университет                   | 郑州财经学院         | 1998 | Частный        | Чжэнчжоу         | http://www.zzjm.edu.cn/      | (недоступная ссылка)                                                                                                   |
| Чжэнчжоуский университет промышленных технологий                   | 郑州华信学院         | 1981 | Частный        | Чжэнчжоу         | http://www.zzgyxy.com/       | (недоступная ссылка)                                                                                                   |
| Чжэнчжоуский университет бизнеса                                   | 郑州成功财经学院     | 1956 | Частный        | Гунъи            | http://www.chenggong.edu.cn/ | |
| Хэнаньский университет животноводства и экономики                  | 河南牧业经济学院     | 1960 | Провинциальный | Чжэнчжоу         | http://www.hnuahe.edu.cn/    | (недоступная ссылка)                                                                                                   |
| Колледж железнодорожной полиции                                    | 铁道警察学院         | 1950 | Национальный   | Чжэнчжоу         | http://www.rpc.edu.cn/       | (недоступная ссылка)                                                                                                   |
| Синьянский колледж сельского и лесного хозяйства                   | 信阳农林学院         | 1910 | Провинциальный | Синьян           | http://www.xyafu.edu.cn/     | (недоступная ссылка)                                                                                                   |
| Шанцюский технологический институт                                 | 商丘工学院           | 1994 | Провинциальный | Шанцю            | http://www.sqgxy.edu.cn/     | (недоступная ссылка)                                                                                                   |
| Шанцюский университет                                              | 商丘学院             | 2002 | Провинциальный | Шанцю            | http://www.sqxy.edu.cn/      | |
| Чжэнчжоуский университет экономики, бизнеса и менеджмента Шэнда    | 郑州升达经贸管理学院 | 1994 | Провинциальный | Синьчжэн         | http://www.shengda.edu.cn/   | |
| Колледж Синьлянь Хэнаньского педагогического университета          | 河南师范大学新联学院 | 2003 | Провинциальный | Синьсян Чжэнчжоу | http://www.xlxy.edu.cn/      | |
| Хэнаньский финансовый университет                                  | 河南财政金融学院     | 2003 | Провинциальный | Чжэнчжоу         | http://www.hacz.edu.cn/      | (недоступная ссылка)                                                                                                   |
| Чжэнчжоуский инженерно-технологический институт                    | 郑州工程技术学院     | 1980 | Провинциальный | Чжэнчжоу         | http://www.zhzhu.edu.cn/     | (недоступная ссылка)                                                                                                   |
| Чжунчжоуский университет                                           | 河南工学院           | 1975 | Провинциальный | Синьсян          | http://www.zhzhu.edu.cn/     | (недоступная ссылка)                                                                                                   |
| Чжэнчжоуский университет бизнеса и технологий                      | 郑州工商学院         | 2002 | Провинциальный | Цзяоцзо Чжэнчжоу | http://www.ztbu.edu.cn/      | (недоступная ссылка)                                                                                                   |
| Синьянский университет                                             | 信阳学院             | 2003 | Провинциальный | Синьян           | http://www.hrxy.edu.cn/      | (недоступная ссылка)                                                                                                   |
| Аньянский университет                                              | 安阳学院             | 2003 | Провинциальный | Аньян            | http://www.ayrwedu.cn/       | (недоступная ссылка)                                                                                                   |

## Колледжи
| Название                                                          | Китайское название       | Год            | Тип            | Город                  | Ссылка                           | Примечания                                           |
| ----------------------------------------------------------------- | ------------------------ | -------------- | -------------- | ---------------------- | -------------------------------- | ---------------------------------------------------- |
| Хэнаньский политехнический колледж                                | 河南职业技术学院         | 1954           | Провинциальный | Чжэнчжоу               | http://www.hnzj.edu.cn/          | НМВПК (недоступная ссылка)                           |
| Хэнаньский институт экономики и торговли                          | 河南经贸职业学院         | 1960           | Провинциальный | Чжэнчжоу               | http://www.hnjmxy.cn/            |                                                      |
| Хэнаньский профессиональный химико-технологический колледж        | 河南化工职业学院         | 1983           | Провинциальный | Чжэнчжоу               | http://www.haict.edu.cn/         |                                                      |
| Хэнаньский технический колледж строительства                      | 河南建筑职业技术学院     | 1958           | Провинциальный | Чжэнчжоу               | http://www.hnjs.com.cn/          |                                                      |
| Хэнаньский колледж транспорта                                     | 河南交通职业技术学院     | 1953           | Провинциальный | Чжэнчжоу               | http://www.hncc.edu.cn/          | (недоступная ссылка)                                 |
| Чжэнчжоуский железнодорожный профессионально-технический колледж  | 郑州铁路职业技术学院     | 1951           | Провинциальный | Чжэнчжоу               | http://www.zzrvtc.edu.cn/        |                                                      |
| Хэбэйский профессионально-технический колледж                     | 河北软件职业技术学院     | 1972           | Провинциальный | Чжэнчжоу               | https://www.hbsi.edu.cn/         | (недоступная ссылка)                                 |
| Чжэнчжоуский туристический колледж                                | 郑州旅游职业学院         | 1985           | Провинциальный | Чжэнчжоу               | http://www.zztrc.edu.cn          | (недоступная ссылка)                                 |
| Чжэнчжоуский колледж информационной инженерии                     | 郑州信息工程职业学院     | 1989           | Частный        | Чжэнчжоу               | http://www.zxxyedu.com/          | (недоступная ссылка)                                 |
| Чжэнчжоуский колледж информационных технологий                    | 郑州信息科技职业学院     | 2002           | Провинциальный | Чжэнчжоу               | http://www.techcollege.cn/       |                                                      |
| Чжэнчжоуский профессиональный колледж промышленной безопасности   | 郑州工业安全职业学院     | 1958           | Провинциальный | Чжэнчжоу               | http://www.zazy.cn/              | (недоступная ссылка)                                 |
| Колледж железнодорожной полиции                                   | 铁道警官高等专科学校     | 1950           | Национальный   | Чжэнчжоу               | http://www.tdjg.com.cn/          | Единственное в Китае училище железнодорожной полиции |
| Чжэнчжоуский энергетический колледж                               | 郑州电力高等专科学校     | 1933           | Провинциальный | Чжэнчжоу               | http://www.zepc.edu.cn/          |                                                      |
| Хэнаньский механико-электрический профессиональный колледж        | 河南机电职业学院         | 1953           | Провинциальный | Синьчжэн               | http://www.hnjd.edu.cn/          |                                                      |
| Чжэнчжоуский политехнический колледж                              | 郑州理工职业学院         | 2010           | Частный        | Синьчжэн               | http://www.zzlgxy.net/           | (недоступная ссылка)                                 |
| Хэнаньский медицинский колледж                                    | 河南医学高等专科学校     | 1952           | Провинциальный | Синьчжэн               | http://www.hamc.edu.cn/          | (недоступная ссылка)                                 |
| Чжэнчжоуский профессиональный колледж городского хозяйства        | 郑州城市职业学院         | 2009           | Частный        | Синьми                 | http://zcu.edu.cn/               | (недоступная ссылка)                                 |
| Хэнаньский профессиональный сельскохозяйственный колледж          | 河南农业职业学院         | 1952           | Провинциальный | Чжунму                 | http://www.hnca.edu.cn/          | (недоступная ссылка)                                 |
| Суншаньский профессиональный колледж боевых искусств Шаолиня      | 嵩山少林武术职业学院     | 2004           | Частный        | Дэнфэн                 | http://www.shaolinkungfu.edu.cn/ |                                                      |
| Профессионально-технический колледж охраны водных ресурсов Хуанхэ | 黄河水利职业技术学院     | 1929           | Провинциальный | Кайфын                 | http://www.yrcti.edu.cn/         | НМВПК                                                |
| Кайфынский университет                                            | 1980                     | Провинциальный | Кайфын         | http://www.kfu.edu.cn/ |                                  |                                                      |
| Кайфэнский профессиональный колледж культуры и искусств           | 开封文化艺术职业学院     | 2010           | Провинциальный | Кайфын                 | http://www.kfvcca.com/           |                                                      |
| Шанцюский политехнический колледж                                 | 商丘职业技术学院         | 1977           | Провинциальный | Шанцю                  | http://www.sqzy.edu.cn/          | НМВПК                                                |
| Шанцюский медицинский колледж                                     | 商丘医学高等专科学校     | 1921           | Провинциальный | Шанцю                  | http://www.sqyx.edu.cn/          | (недоступная ссылка)                                 |
| Юнчэнский профессиональный колледж                                | 永城职业学院             | 1956           | Провинциальный | Юнчэн                  | http://www.yczyxy.com/           | (недоступная ссылка)                                 |
| Пиндиншанский промышленный профессионально-технический колледж    | 平顶山工业职业技术学院   | 1975           | Провинциальный | Пиндиншань             | http://www.pzxy.edu.cn/          | НМВПК                                                |
| Хэнаньский профессионально-технический колледж                    | 河南质量工程职业学院     | 2003           | Провинциальный | Пиндиншань             | http://www.zlxy.cn/              | (недоступная ссылка)                                 |
| Цзяоцзоский университет                                           | 焦作大学                 | 1981           | Провинциальный | Цзяоцзо                | http://www.jzu.edu.cn/           |                                                      |
| Цзяоцзоский педагогический колледж                                | 焦作师范高等专科学校     | 1907           | Провинциальный | Цзяоцзо                | http://www.jzsz.cn/              | (недоступная ссылка)                                 |
| Хэнаньский колледж промышленности и информационных технологий     | 河南工业和信息化职业学院 | 1975           | Провинциальный | Цзяоцзо                | http://www.hciit.edu.cn/         |                                                      |
| Хэнаньский политехнический институт                               | 河南工业职业技术学院     | 1973           | Провинциальный | Наньян                 | http://www.hnpi.cn/              | (недоступная ссылка)                                 |
| Наньянский профессиональный колледж                               | 南阳职业学院             | 2011           | Частный        | Наньян                 | http://www.nyzyxy.com/           | (недоступная ссылка)                                 |
| Наньянский медицинский колледж                                    | 南阳医学高等专科学校     | 1951           | Провинциальный | Наньян                 | http://www.nymc.cn/              |                                                      |
| Синьянский профессионально-технический колледж                    | 信阳职业技术学院         | 1903           | Провинциальный | Синьян                 | http://www.xyvtc.edu.cn/         | (недоступная ссылка)                                 |
| Синьянский международный профессиональный колледж                 | 信阳涉外职业技术学院     | 1984           | Частный        | Синьсянь               | http://www.xyswxy.com/           | (недоступная ссылка)                                 |
| Синьсянский профессионально-технический колледж                   | 新乡职业技术学院         | 1983           | Провинциальный | Синьсянь               | http://www.xxvtc.edu.cn/         | (недоступная ссылка)                                 |
| Лохэский профессионально-технический колледж                      | 漯河职业技术学院         | 1999           | Провинциальный | Лохэ                   | http://www.lhvtc.edu.cn/         | (недоступная ссылка)                                 |
| Лохэский медицинский колледж                                      | 漯河医学高等专科学校     | 1924           | Провинциальный | Лохэ                   | http://www.lhmc.edu.cn/          | (недоступная ссылка)                                 |
| Лоянский политехнический колледж                                  | 洛阳职业技术学院         | 1956           | Провинциальный | Лоян                   | http://www.lypt.edu.cn/          | (недоступная ссылка)                                 |
| Хэнаньский профессиональный колледж лесного хозяйства             | 河南林业职业学院         | 1951           | Провинциальный | Лоян                   | http://www.hnfjc.cn/             | (недоступная ссылка)                                 |
| Хэнаньское профессиональное училище массажа                       | 河南推拿职业学院         | 1959           | Провинциальный | Лоян                   | http://www.hnzjschool.cn/        | (недоступная ссылка)                                 |
| Пуянский профессионально-технический колледж                      | 濮阳职业技术学院         | 1999           | Провинциальный | Пуян                   | http://www.pyvtc.cn/             | (недоступная ссылка)                                 |
| Сюйчанский профессионально-технический колледж                    | 许昌职业技术学院         | 2001           | Провинциальный | Сюйчан                 | http://www.xcitc.edu.cn/         | (недоступная ссылка)                                 |
| Сюйчанский электрический профессиональный колледж                 | 许昌电气职业学院         | 2011           | Провинциальный | Сюйчан                 | http://www.xcevc.cn/             | (недоступная ссылка)                                 |
| Чжоукоуский профессионально-технический колледж                   | 周口职业技术学院         | 1924           | Провинциальный | Чжоукоу                | http://www.zkvtc.edu.cn/         |                                                      |
| Хэбийский политехнический колледж                                 | 鹤壁职业技术学院         | 1957           | Провинциальный | Хэби                   | http://www.sjzkjxy.net/          | (недоступная ссылка)                                 |
| Хэбийский профессиональный колледж автомобильного машиностроения  | 鹤壁汽车工程职业学院     | 1925           | Частный        | Хэби                   | http://www.hbqcxy.com/           | (недоступная ссылка)                                 |
| Саньмэньсийский профессионально-технический колледж               | 三门峡职业技术学院       | 1999           | Провинциальный | Саньмэнься             | http://www.smxpt.cn/             | (недоступная ссылка)                                 |